# Ski Mask the Slump God
Stokeley Clevon Goulbourne (* 18. dubna 1996 Fort Lauderdale, Florida, Spojené státy americké), profesionálně známý jako Ski Mask the Slump God (dříve stylizovaný jako $ki Mask „The Slump God“), je americký rapper. Původně se proslavil po boku XXXTentaciona a jejich kolektivu Members Only. V roce 2017 vydal singly „BabyWipe“ a „Catch Me Outside“, které se objevily na jeho mixtapu You Will Regret (2017), jenž získal zlatý certifikát RIAA.
V květnu 2018 vyšel Goulbourneův mixtape Beware the Book of Eli, který se umístil na 50. místě v žebříčku Billboard 200. Jeho debutové album Stokeley (2018) se umístilo na 6. místě v americkém žebříčku Billboard 200. V roce 2018 se Goulbourne objevil v žebříčku Billboard 200.